# Жакоте, Филипп
Филипп Жакоте (фр. Philippe Jaccottet; 30 июня 1925, Мудон, кантон Во, Швейцария — 24 февраля 2021, Гриньян, Франция) — швейцарский поэт, эссеист, переводчик, писал на французском языке.

## Биография

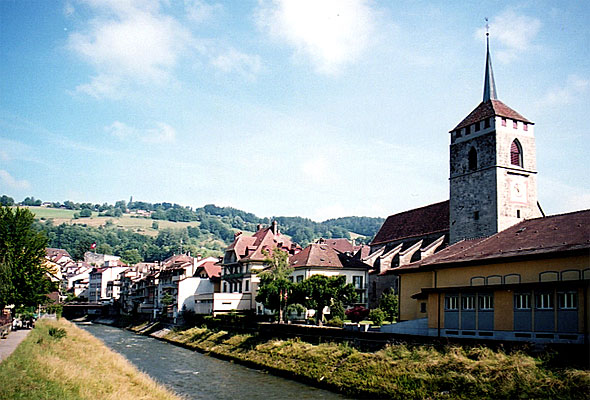
Мудон. Старый город

Родился 30 июня 1925 года в провинциальном городке Мудон между Лозанной и Берном, в 1933 году семья переехала в Лозанну. В гимназии он увлекся греческим языком, в университете занимался у видного эллиниста Андре Боннара. В годы войны сдружился с Гюставом Ру, которого считал своим наставником. Собранная к 1940 книга юношеской лирики «Чёрные огни» не была напечатана, первые стихи он опубликовал в 1944 году, но своим настоящим дебютом в поэзии считал книгу «Сипуха» (1953). С 1946 по 1953 гг. он жил в Париже, работал для одного из лозаннских издательств, писал рецензии и обзоры для швейцарских газет и журналов. С 1953 года, после женитьбы на художнице Анн-Мари Эслер, жил на юго-востоке Франции, в старинном альпийском городке Гриньян, путешествовал (Италия, Греция, Турция, Германия, Австрия, Россия и др.).
Скончался 24 февраля 2021 года в Гриньяне.

## Творчество и признание
Являлся переводчиком стихов и прозы, в том числе — Гомера, Платона, Гонгоры, Петрарки, Тассо, Гёте, Леопарди, Гёльдерлина, Рильке, Томаса Манна, Р. Музиля, Вальтера Беньямина, Кристины Лавант, Людвига Холя, Джузеппе Унгаретти, Эудженио Монтале, Яна Скацела, Мандельштама, японских поэтов. Автор монографии о Р. М. Рильке (1971). Был лауреатом многочисленных швейцарских, французских и международных премий (кантона Во, 1958; Шарля Фердинанда Рамю, 1970; Премии Лозанны, 1970; Монтеня, 1972; Готфрида Келлера, 1981; Большой поэтической премии Парижа, 1986; Большой национальной премии за перевод, 1987; премии Петрарки, 1988; Гёльдерлина, 1997; Сообщества писателей Франции, 1998; премии Хорста Бинека, 2000, Большая Шиллеровская премия Союза писателей Швейцарии 2010, премия Гильвика, 2011, и др.). Его стихи переведены на турецкий и большинство европейских языков. Ряд книг выходил с иллюстрациями крупных художников (Миро, Пьер Таль-Коат, Чжао Уцзи, Жерар де Палезьё).
В стихах и прозе Жакоте звучала тревога за сегодняшнего человека и его окружение, неуверенность в особом праве поэта на речь и место в мире, сознание ответственности за взятое слово. Сам он сказал об этом так (1957): 

… поэта я вижу скорее в подвале, чем на вершине башни; безо всяких «царственных лавров», он выглядит как любой из нас, обремененный тяжкими заботами; его мало помнят, толща растущего мрака почти погребла его; из последних сил он прикрывает от холодного ветра свою свечу, а ветры задувают даже в его подвале — яростно и неутомимо.
Именем писателя названа большая лекционная аудитория в университете Гренобль-III.

## Произведения
- L’Effraie/ Сипуха (1953, стихи)
- La promenade sous les arbres/ Прогулка под деревьями (1957, проза)
- L’ignorant/ Непосвященный (1958, стихи, предисл. Жана Старобинского)
- Airs/ Мотивы (1967, стихи)
- L’Entretien des muses/ Собеседование муз (1968, эссе о поэзии)
- Leçons/ Уроки (1969, стихи)
- Paysages avec figures absentes/ Пейзажи с пропавшими фигурами (1970, проза)
- À la lumière d’hiver/ При свете зимы (1974, стихи)
- Pensées sous les nuages/ Навеянное облаками (1983, стихи и проза)
- La Semaison, Carnets 1954—1967/ Самосев, записные книжки 1954—1967 (1984)
- Une Transaction secrète/ Тайное соглашение (1987, эссе о поэзии)
- Cahier de verdure/ На страницах зелени (1990, стихи и проза)
- Libretto/ Либретто (1990, путевые заметки).
- Cristal et fumée/ Кристалл и дым (1993, путевые заметки)
- Après beaucoup d’années/ Спустя много лет (1994, стихи и проза)
- Autriche/ Австрия (1994, заметки)
- La seconde semaison: carnets 1980—1994/ Самосев, том II. Записные книжки 1980—1994 (1996)
- Carnets 1995—1998: la Semaison III/ Записные книжки 1995—1998: Самосев, том III (2001)
- Et, néanmoins/ И все-таки (2001, стихи и проза)
- Le bol du pèlerin/ Чаша паломника (2001, о живописи Дж. Моранди).
- A partir du mot Russie/ Начиная со слова Россия (2002, о России и русской поэзии)
- Truinas, le 21 avril 2001/ Трюинас, 21 апреля 2001 года (2004, элегия в прозе на смерть поэта Андре дю Буше)
- De la poésie, entretien avec Reynald André Chalard/ О поэзии (2005, развернутое интервью)
- Un calme feu (2007)
- Ce peu de bruits (2008)

## Иллюстрированные издания
- Paysages de Grignan. Eaux-fortes de Gérard de Palésieux. Lausanne: La Bibliothèque des Arts, 1964.
- Hai-ku, traduits par Philippe Jaccottet. Litographies de Joan Miro. Paris: Maegt, 1967.
- A travers un verger. Eaux-fortes de Pierre Tal Coat. Monpellier: Fata Morgana, 1975.
- Les Cormorans. Gravures de Denise Esteban. Marseille: Idumée, 1980.
- Bauregard. Gravures de Zao Wou-ki. Paris: Maegt, 1981.
- Eaux prodigues. Litographies de Nasser Assar. Crest: La Sétérée, 1994.
- Nuages. Gravures d’Alexandre Hollan. Montpellier: Fata Morgana, 2002
- arbres, chemins, fleurs et fruits. Aquarelles et dessins d’Anne-Marie Jaccottet. La Dogana. 2008.
- Couleur de terre, par Anne-Marie et Philippe Jaccottet. Monpellier: Fata Morgana, 2009

## Сводные издания
- Poésie, 1946—1967, Paris: Gallimard, Paris, 1971 (переизд. 1990).
- A la lumière d’hiver; précédé de, Leçons; et de, Chants d’en bas; et suivi de, Pensées sous les nuages. Paris: Gallimard, 1994.
- D’une lyre à cinq cordes. Traductions 1946—1995. Paris: Gallimard, 1997 (поэтические переводы).
- Ecrits pour papier journal: chroniques 1951—1970/ Textes réunis et présentés par Jean Pierre Vidal. Paris: Gallimard, 1994.
- Tout n’est pas dit: billets pour la Béroche, 1956—1964. Cognac: Le temps qu’il fait, 1994.
- Observations et autres notes anciennes: 1947—1962. Paris: Gallimard, 1998.
- A travers un verger; suivi de, Les cormorans; et de, Beauregard. Paris: Gallimard, 2000.
- Philippe Jaccottet, Gustave Roud. Correspondance, 1942—1976/ Ed. établie, annotée et présentée par José-Flore Tappy. Paris: Gallimard, 2002 (переписка с Гюставом Ру).
- Philippe Jaccottet, Giuseppe Ungaretti. Correspondance (1946—1970) — Jaccottet traducteur d’Ungaretti/ Édition de José-Flore Tappy. Paris: Gallimard, 2008 (переписка с Унгаретти, переводы из Унгаретти)
- L’encre serait de l’ombre; Notes, proses et poèmes choisis par l’auteur, 1946—2008. Paris: Gallimard, 2011.
- Taches de soleil, ou d’ombre, Notes sauvegardées, 1952—2005. Paris: Le bruit du temps, 2013

## На русском языке
- В свете зимы. М.: Русский путь, 1996.
- Стихи. Проза. Записные книжки. М.: Carte Blanche, 1998.
- Пейзажи с пропавшими фигурами. СПб: Алетейя, 2005.
- [Стихи]// Ревич А. Дарованные дни. М.: Время, 2004.
- На краю// Пауль Целан: Материалы, исследования, воспоминания. М.: Мосты культуры; Иерусалим: Гешарим, 2007, с.11-12
- Прогулка под деревьями. М.: Текст, 2007.
- В комнатах садов/ В переводе Ольги Седаковой. М.: Арт-Волхонка, 2014
- [Стихи]
- Этот чуть слышный звук